# Incendis de l'Alt Empordà de 2012
El 22 de juliol de 2012 es van declarar dos incendis a l'Alt Empordà (iniciats a la Jonquera i a Portbou) que van afectar les comarques gironines. El primer es va declarar cap a la una del migdia; va afectar unes 13.963 hectàrees (de les quals unes 4.000 eren conreus que no van cremar) de 18 municipis, va causar quatre morts i va cremar durant sis dies. El de Portbou, d'altra banda, va iniciar-se cap a les set de la tarda i va ser controlat al cap de poques hores; va cremar 50 hectàrees i va provocar la mort de dues persones que intentaven fugir de les flames escapant pels penya-segats en direcció al mar. En total, uns 3.200 abonats es van quedar sense llum i 1.700, sense telèfon. El jutge figuerenc va obrir sengles investigacions pocs dies després dels incendis, però va arxivar les dues causes gairebé un any després, el juny del 2013. Fou impossible identificar-ne els autors.

## Antecedents
L'incendi del 2012 va ser el més important de la zona des del de 1986. Entre el 17 i el 24 de juliol de 1986, un greu incendi va cremar sense control 26.000 hectàrees i hi van morir quatre tripulants d'un hidroavió francès. El 7 d'agost de 2000 va néixer un incendi al cap de Creus que va cremar 6.513 hectàrees, moltes d'elles del parc natural. Entre el 3 i el 7 d'agost de 2006, diversos incendis a l'Empordà van cremar més de 2.000 hectàrees en l'incendi més gran de Catalunya aquell estiu.

## Context
Ambdós incendis van tenir lloc durant un estiu molt propici als incendis forestals, ja que Catalunya havia patit la sequera més important dels darrers 40 anys. A més a més, molts dels boscos no estaven en gaire bones condicions després de la nevada del 2010.
El febrer de 2012 el cos de bombers havia denunciat al Parlament que les retallades perjudicarien la seva tasca: «378.000 hores de capacitat extintora que aquest país no tindrà aquest estiu».

## Incendi iniciat a la Jonquera
| Municipi                | % cremat |
| ----------------------- | -------- |
| Agullana                | 49,24    |
| Avinyonet de Puigventós | 37,45    |
| Biure d'Empordà         | 68,76    |
| Boadella i les Escaules | 84,48    |
| Cabanes                 | 1,2      |
| Cantallops              | 21,93    |
| Campmany                | 99,89    |
| Cistella                | 0,006    |
| Darnius                 | 30,46    |
| La Jonquera             | 41,54    |
| Llers                   | 74,77    |
| Masarac                 | 38,55    |
| Pont de Molins          | 39,62    |
| Sant Climent Sescebes   | 5,25     |
| Terrades                | 27,82    |
| Vilanant                | 25,89    |
| Vilafant                | 2,98     |
| Figueres                | 1,35     |

| 22/07 | 23/07 | 24/07 |

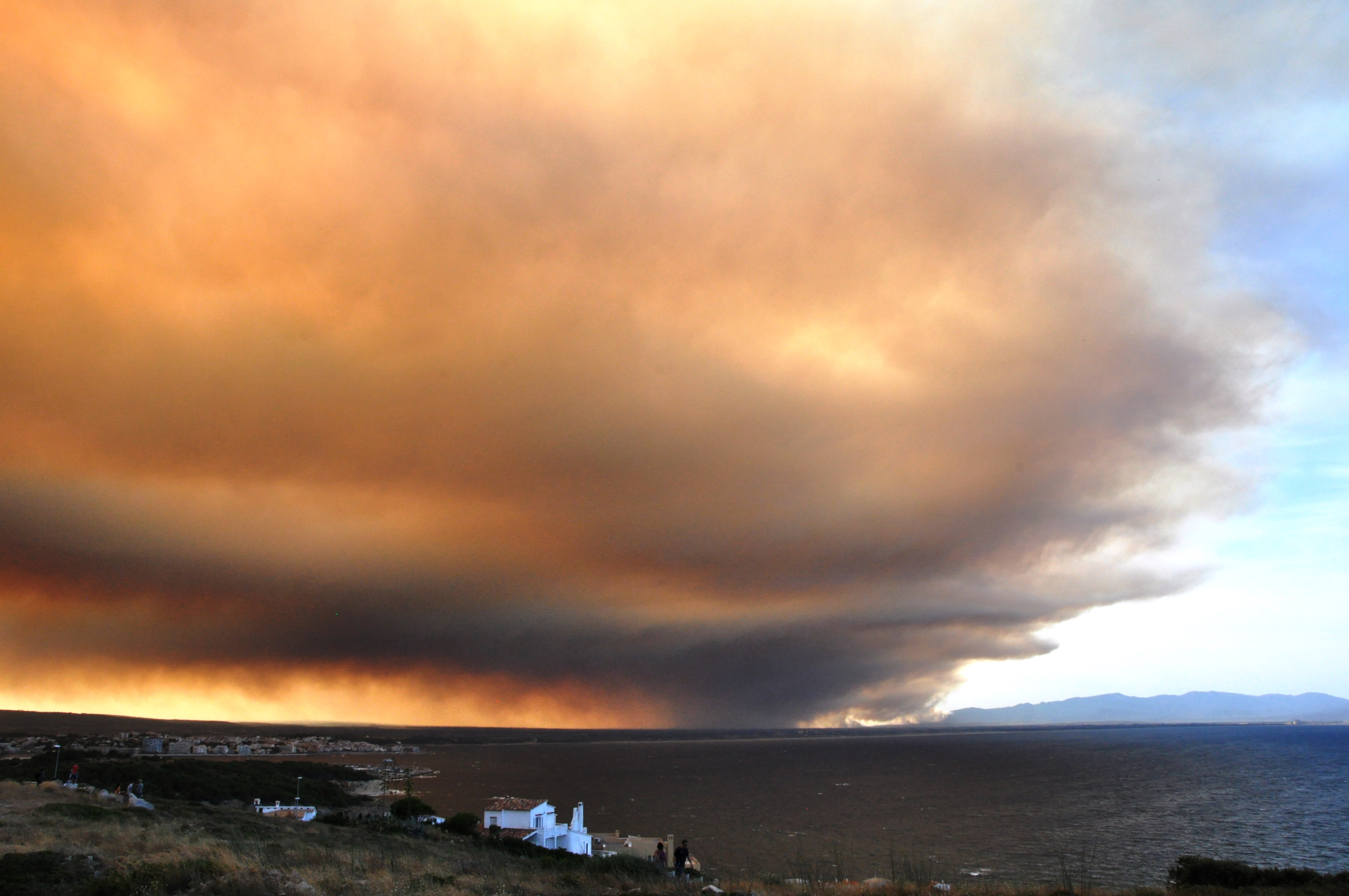
Incendi de la Jonquera vist des de l'Escala el 22 de juliol

El primer dels dos focs que afectaren la regió fou declarat poc abans de la una del migdia del 22 de juliol de 2012 als marges del quilòmetre 779 de la N-II (en un aparcament de camions a uns 500 metres del pas fronterer amb França). Dels dos incendis, aquest fou el més important pel que fa a àrea del terreny afectada (unes 13.963 hectàrees).

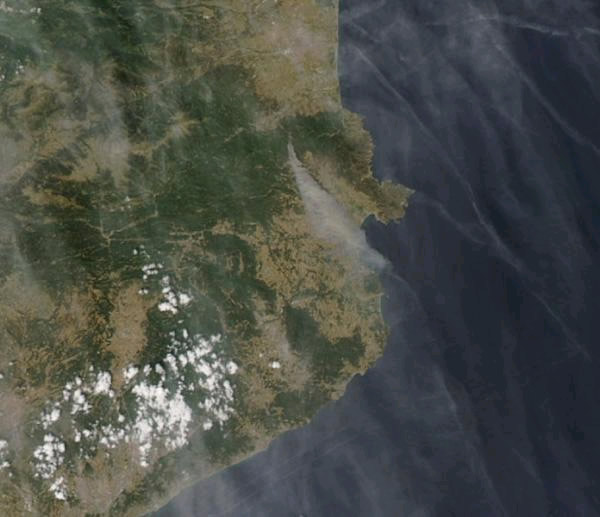
Imatge d'un satèl·lit de la NASA de l'inici de l'incendi de la Jonquera. Es pot veure la columna de fum en direcció sud a causa de la tramuntana que bufa des del nord.

### Causes
El desastre va ser provocat per una imprudència, tal com va apuntar el president de la Generalitat de Catalunya, Artur Mas, desplaçat al Parc de Bombers de Figueres. El conseller d'Interior, Felip Puig, va declarar que l'incendi –igual que l'ocorregut a Portbou– hauria començat al voral de la carretera; més tard, els Agents Rurals van trobar centenars de burilles a la zona on es va originar el foc, la qual cosa donava encara més força a la hipòtesi que l'incendi hauria estat causat per una negligència humana.

### Avançament del foc

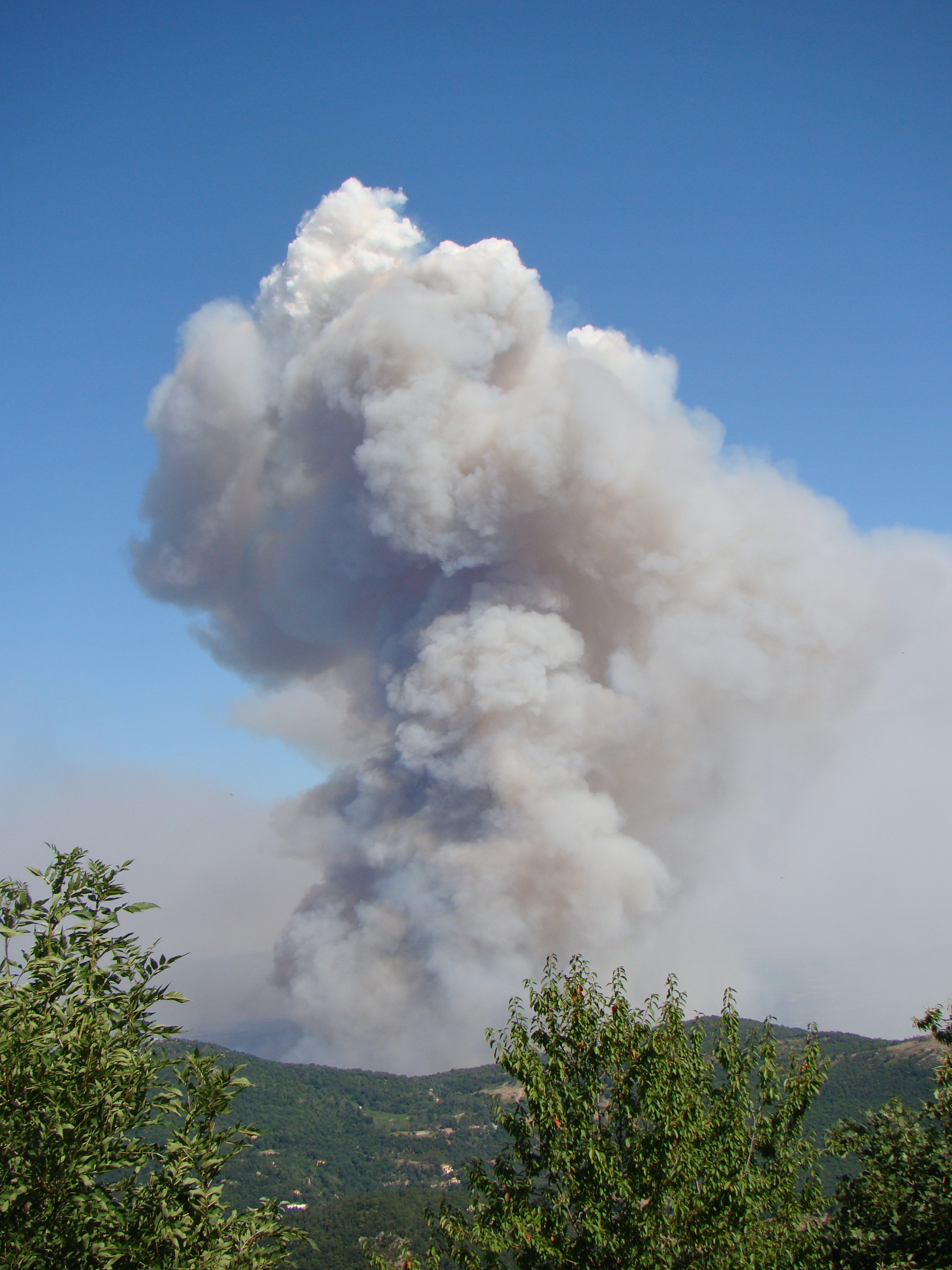
Incendi de la Jonquera vist des del camí del puig de Fontreda (Ceret) al puig de les Pedrisses (Morellàs i les Illes) el 23 de juliol

El foc es va escampar molt ràpidament animat per la forta tramuntana i va afectar 13.963 hectàrees, des del Paratge Natural d'Interès Nacional de l'Albera fins a tocar del municipi de Figueres. D'aquesta extensió de territori, el 51% era arbrat (majoritàriament alzina surera i pi blanc), el 22% conreus i el 19% matollar; unes 3.000-4.000 hectàrees (corresponents a conreus) no es van cremar. El foc va amenaçar els pobles de Llers o Campmany arribant a entrar i cremar algunes cases de la Jonquera i Agullana. Les flames van arribar als cinc metres d'alçada.
Per combatre el foc s'hi van desplaçar una setantena de dotacions terrestres dels bombers i, a partir de les 7 del matí del dia 23 (quan la intensitat del vent va disminuir), es van enlairar diversos mitjans aeris. Hi van participar els Mossos d'Esquadra, el Sistema d'Emergències Mèdiques, efectius de la Policia Local, de Protecció Civil, Agents Rurals, i voluntaris de les Agrupacions de Defensa Forestal, amb la col·laboració dels bombers francesos, de la Unitat Militar d'Emergències i del Ministeri d'Agricultura, Alimentació i Medi Ambient d'Espanya.
El vespre del dia 24 de juliol Felip Puig, conseller d'Interior de la Generalitat de Catalunya, va declarar que l'incendi ja havia entrat en fase de control, tot i que continuava preocupant l'entorn del pantà de Darnius-Boadella, un dels punts més sensibles degut a la seva proximitat amb l'Alta Garrotxa. Felip Puig també va pronosticar que l'incendi no es donaria per extingit fins al 27 de juliol.

### Conseqüències
El foc de la Jonquera va deixar un balanç de dos morts: el primer, en patir una aturada cardíaca a la localitat de Llers, després de veure's atrapat per les flames al jardí de casa seva (segons la Guàrdia Urbana), i el segon va morir després de patir cremades al 80% del cos en una explosió d'uns dipòsits de benzina a Agullana. També hi va haver almenys vuit ferits ingressats, sis d'elles greus. A això cal comptar diversos evacuats de la part nord de la Jonquera i d'alguns masos i urbanitzacions llunyans dels nuclis urbans de l'Alt Empordà.
Tan bon punt es va declarar l'incendi, es van tallar l'AP-7 i la N-II, així com diverses vies comarcals i la línia de l'AVE a la Jonquera. Degut a l'incendi, Fecsa-Endesa calculà que més de 3.000 abonats de 21 municipis es quedaren sense subministrament elèctric. Les autoritats van demanar el confinament de tota la població de l'Alt Empordà des de la tarda del dia 22; a poc a poc, l'ordre confinament es va anar reduint a menys poblacions. Unes 1.300 persones van passar la primera nit del 22 al 23 en pavellons d'arreu de les comarques gironines.
Els 18 municipis afectats van ser els següents: Agullana, Avinyonet de Puigventós, Biure, Boadella, Cabanes, Campmany, Cantallops, Cistella, Darnius, Figueres, la Jonquera, Llers, Masarac, Pont de Molins, Sant Climent Sescebes, Terrades, Vilafant i Vilanant. La pudor de l'incendi, tanmateix, va arribar fins a Barcelona.

## Incendi de Portbou

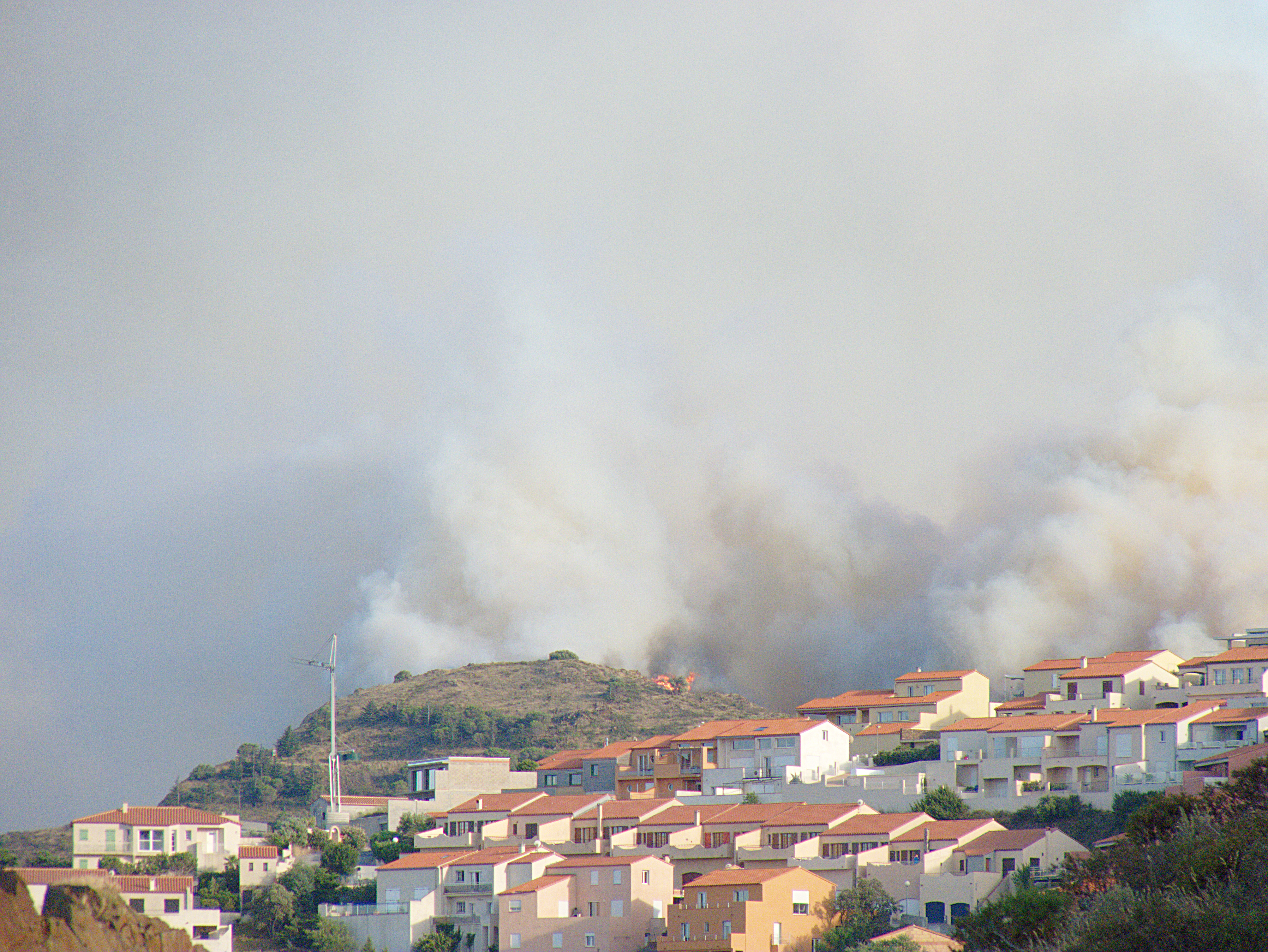
Incendi de Portbou vist des de Cervera de la Marenda el vespre del 22 de juliol

Paral·lelament a l'incendi iniciat a la Jonquera, se'n va declarar un altre localitzat al municipi de Portbou, al nord-est de l'Alt Empordà, prop de la frontera amb França. Va començar el diumenge 22 de juliol a les set de la tarda i tres hores més tard, a les deu de la nit, ja estava en fase de control.

### Causes
L'alcalde de Portbou, Josep Lluís Salas, va apuntar que l'incendi podria haver estat causat per una cigarreta llançada des de la carretera, d'igual manera que l'incendi iniciat a la Jonquera. Algunes fonts apunten que el foc va començar al costat de la gasolinera del poble.

### Abast
El foc va cremar unes 50 ha de vegetació forestal. Els bombers van tardar uns 50 minuts a arribar a la zona de l'incendi per la carretera N-260; es van retardar perquè els bombers de la rodalia de la població estaven treballant en l'altre incendi de la Jonquera. Hi van treballar quinze dotacions terrestres i dos helicòpters.

### Conseqüències
L'incendi de la Jonquera va provocar els talls de la N-II i de l'AP-7, la qual cosa va fer que es desviés el trànsit dels passatgers que es dirigien cap a França per la N-260, carretera que passa per Portbou. Un cop declarat el foc en aquesta població, també es va haver de tallar aquesta carretera durant unes hores. Algunes persones que intentaven arribar a França per aquesta via –concretament, un centenar de persones– es van veure sorpreses pel foc i algunes d'elles, en veure's envoltades per les flames, van decidir abandonar els seus vehicles i baixar en direcció al mar, fins i tot saltant pels penya-segats; va ser d'aquesta manera com van morir dues persones –un home de 60 anys i la seva filla de 15. Unes altres 12 persones que van escollir aquesta via d'escapament també van resultar ferides, dues d'elles greus.
La circulació ferroviària entre Figueres i Portbou va restar interrompuda durant bona part de la nit.

## Ressò mediàtic
Diversos mitjans de comunicació van fer especials informatius per informar en directe de la situació dels incendis al llarg de la nit, així ho va fer TV3/Canal 3/24, Cadena SER – Ràdio Girona, Catalunya Ràdio/Catalunya Informació, RAC1, el Setmanari de l'Alt Empordà i molts diaris digitals. L'endemà tots els diaris catalans van obrir les seves portades amb la notícia dels incendis, que ocupaven gran part o la totalitat de la portada, i programes com Hora 25 (Cadena SER), El món a RAC 1 (RAC 1) o el Telenotícies (TV3) es va emetre in situ des de Figueres. El 30 minuts, de TV3, va dedicar l'any següent un documental a la vida dels afectats pels incendis.
Els mitjans francesos foren els que més tractaren la notícia, ja que tres dels quatre morts eren de nacionalitat d'aquest país: per exemple, Le Monde titulà «Un immense incendie tue quatre Français dans le nord-est de l'Espagne». Altres mitjans internacionals també es feren ressò dels incendis, com per exemple la BBC («Spain wildfires: Three killed in Catalonia»), The Guardian («Spanish wildfires kill father and daughter») o Al-Jazeera («Thousands flee deadly wildfires in Spain»).
Les xarxes socials es convertiren en font d'informació i d'ajuda durant el lapse de temps que duraren els focs. Molts internautes les van utilitzar per narrar el que vivien, per penjar fotografies dels llocs on es trobaven i, sobretot, per demanar i oferir ajuda. A Twitter, «Alt Empordà» va ser tema de tendència arreu del món i a nivell espanyol. L'etiqueta #foclaJonquera, oberta pel Setmanari de l'Alt Empordà) poc minuts després de començar el foc, es va convertir a les poques hores en #focemporda. La meitat dels 10 trending topics (o tendències) del matí del dia 23 feien referència als incendis de l'Empordà: #focempordà, Alt Empordà, Jonquera, Portbou i Ap-7. A la mateixa xarxa va néixer la iniciativa «Un català, un arbre», que va recollir més de 9.000 adhesions.